# Лебедев, Евгений Андреевич
Евгений Андреевич Лебедев (род. 19 февраля 1981 года) — российский легкоатлет, специализирующийся в беге на 400 метров. Бронзовый призёр чемпионата мира в помещении 2006 года. Серебряный призёр чемпионата Европы 2002 года. Двукратный чемпион России (2000, 2002). Чемпион России в помещении 2002 года. Заслуженный мастер спорта.

## Биография
Евгений Андреевич Лебедев родился 19 февраля 1981 года. Его первым тренером была Галина Михайловна Пушкина. Затем тренировался под руководством Виктора Александровича Степаненкова. Окончил Волжскую государственную инженерно-педагогическую академию;  Ивановский государственный университет (Шуйский филиал ИвГУ).
После окончания карьеры спортсмена стал работать тренером. В настоящее время Евгений — тренер по ОФП в ХК "Торпедо".

## Основные результаты

### Международные
| Год  | Соревнования                    | Место проведения      | Дисциплина   | Место  | Результат |
| ---- | ------------------------------- | --------------------- | ------------ | ------ | --------- |
| 2001 | Чемпионат Европы среди молодёжи | Амстердам, Нидерланды | эст. 4×400 м | 3      | 3:06,41   |
| 2002 | Чемпионат Европы в помещении    | Вена, Австрия         | 400м         | 15 (q) | 47,39     |
| 2002 | Чемпионат Европы в помещении    | Вена, Австрия         | эст. 4×400 м | 4      | 3:08,02   |
| 2002 | Чемпионат Европы                | Мюнхен, Германия      | 400м         | 26 (q) | 47,08     |
| 2002 | Чемпионат Европы                | Мюнхен, Германия      | эст. 4×400 м | 2      | 3:01,34   |
| 2005 | Чемпионат мира                  | Хельсинки, Финляндия  | эст. 4×400 м | 7      | 3:03,20   |
| 2006 | Чемпионат мира в помещении      | Москва, Россия        | эст. 4×400 м | 3      | 3:06,91   |
| 2006 | Чемпионат Европы                | Гётеборг, Швеция      | эст. 4×400 м | 7      | 3:04,73   |
| 2006 | Кубок мира IAAF                 | Афины, Греция         | эст. 4×400 м | 6      | 3:04,15   |

### Национальные
| Год  | Соревнования                 | Место проведения | Дисциплина   | Место | Результат |
| ---- | ---------------------------- | ---------------- | ------------ | ----- | --------- |
| 2000 | Чемпионат России             | Тула             | эст. 4×100 м | 3     | 41,20     |
| 2000 | Чемпионат России             | Тула             | эст. 4×400 м | 1     | 3:08,45   |
| 2002 | Чемпионат России в помещении | Волгоград        | 400 м        | 3     | 47,47     |
| 2002 | Чемпионат России в помещении | Волгоград        | эст. 4×200 м | 1     | 1:27,94   |
| 2002 | Чемпионат России             | Чебоксары        | 400 м        | 3     | 46,47     |
| 2002 | Чемпионат России             | Чебоксары        | эст. 4×400 м | 1     | 3:09,16   |
| 2003 | Чемпионат России             | Тула             | эст. 4×400 м | 3     | 3:08,36   |
| 2006 | Чемпионат России в помещении | Москва           | 400 м        | 3     | 46,69     |